# Geschiedenis van de Filipijnen
Dit artikel geeft een overzicht van de geschiedenis van de Filipijnen.

## Pre-koloniale tijd
Ongeveer 40.000 jaar geleden was het zeeniveau aanzienlijk lager. Hierdoor konden de eerste mensen via een landverbinding vanuit het huidige Borneo naar de Filipijnen trekken. De oudste gevonden bewijzen van menselijke bewoning in de Filipijnen zijn fossielen gevonden op het eiland Palawan in het westen van de Filipijnen. Deze resten van een vrouw dateren van zo'n 28.000 jaar geleden.
De eerste bewoners hielden zich in leven met jagen en verzamelen. Toen in latere millennia de zeespiegel weer steeg, ging de migratie van mensen naar de Filipijnse archipel door met behulp van kleine bootjes, zogenaamde barangays. De naam komt nu nog terug in de kleinste politieke eenheid van de Filipijnen, de barangay. Deze nieuwe bewoners verjoegen de oorspronkelijke bewoners richting de bergen en vestigden zich langs de kustgebieden.
Naast jagen en verzamelen werden nu ook dieren gehouden en gewassen geteeld. Een voorbeeld van deze vroege vormen van landbouw is nog steeds terug te vinden in het noorden van de Filipijnen, waar de rijstterrassen van Banaue zo'n 3000 jaar oud zijn. Ze worden nog steeds bewerkt door de oorspronkelijke bergbewoners, de Ifugao.
Aan de kust werd rond die tijd ook al op beperkte schaal handel gedreven met volkeren uit alle windstreken, zoals Indiërs, Chinezen, Maleisiërs en Arabieren. Deze laatste groep introduceerde in de 14e eeuw de islam in de Filipijnen. Diverse sultanaten werden gesticht, zoals op de Sulu-archipel in het zuiden en later ook op de locatie van het huidige Manilla. Sultan Sulayman stichtte hier Maynilad, genoemd naar de witte mangrove ofwel nilad-planten die langs de oever van de Pasig groeiden.

## Spaanse overheersing

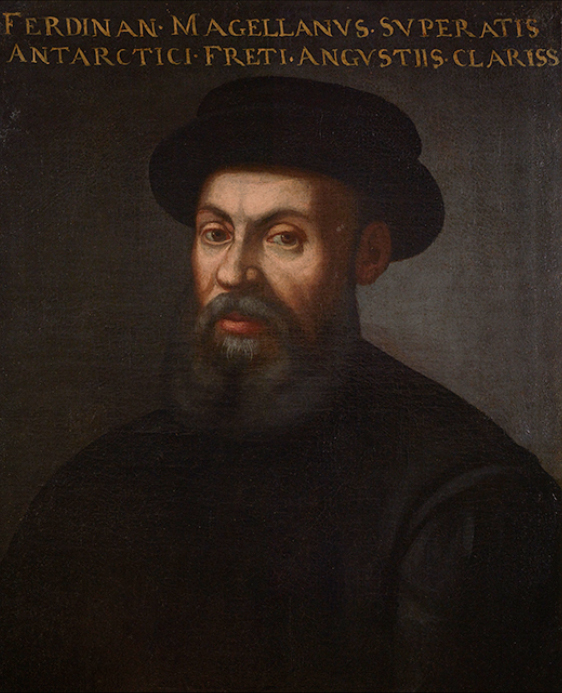
Fernão de Magalhães

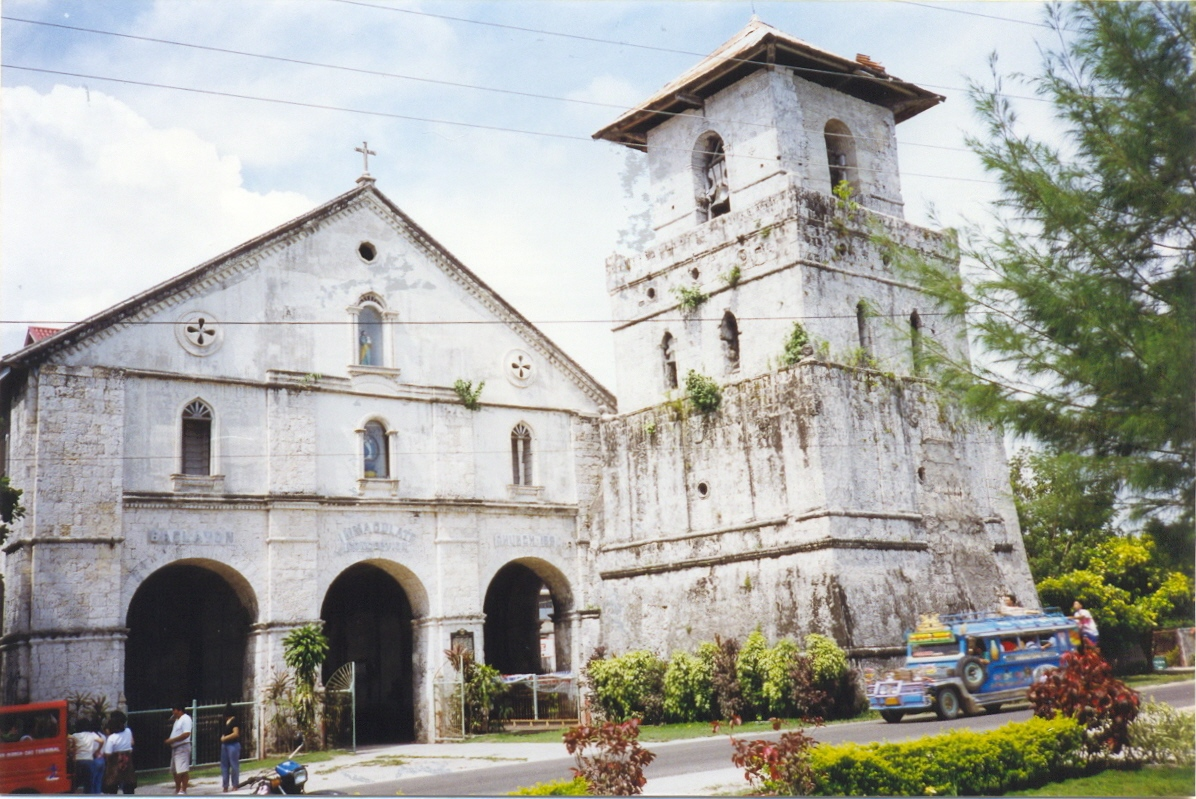
Een van de oudste door de Spanjaarden gebouwde kerken in de Filipijnen

In 1519 vertrok de Portugees Fernão de Magalhães in opdracht van de Spaanse koning Karel I richting de Molukken via de nog niet ontdekte westelijke route. Na een lange tocht kwam hij op 16 maart 1521 met drie overgebleven schepen aan op het Filipijnse eiland Samar. Magalhães noemde de archipel: Eilanden van de heilige Lazarus. Op Cebu aangekomen op 7 april 1521 begon Magalhães met de bekering van de lokale inwoners (die de islam aanhingen) tot het Katholicisme. Tijdens gevechten met de lokale koning Lapu-Lapu op 27 april 1521 op het nabijgelegen eiland Mactan werd Magalhães echter gedood. Na terugkeer van het enige schip van de expeditie dat de reis rond de wereld zou volbrengen, de Victoria op 6 september 1522, zou Spanje tussen 1522 en 1543 nog viermaal een expeditie uitrusten richting de Filipijnen. Tijdens de expeditie van 1543 onder leiding van Ruy López de Villalobos werd het land Las Islas Filipinas genoemd naar de toenmalige kroonprins en latere koning van Spanje Filips II.
Precies 44 jaar na de dood van Magalhães zou een expeditie onder leiding van Miguel López de Legazpi op 27 april 1565 de eerste Spaanse nederzetting realiseren op Cebu, dat in eerste instantie San Miguel werd genoemd. Deze nederzetting werd later Cebu City. Het zou de hoofdstad van de Filipijnen worden tot 1571. Gedurende de jaren die volgden zouden de Spanjaarden onder aanvoering van Legazpi de grip op de archipel steeds verder verstevigen. In 1570 werd het strategisch gelegen islamitische bolwerk Maynildad (het tegenwoordige Manilla) veroverd op de Moro's (zo werden de moslims op de Filipijnen genoemd door de Spanjaarden) door een expeditie onder leiding van Martin de Goiti. Legaspi volgde het jaar erop en de stad werd op 24 juni 1571 door de Spanjaarden uitgeroepen tot de hoofdstad van de Filipijnen. Een jaar later was bijna de gehele Filipijnen door de Spanjaarden onderworpen, met uitzondering van Mindanao, de Sulu-eilanden en de berggebieden van Luzon.
In de 18e eeuw bleek dat de Spaanse machthebbers op de Filipijnen kwetsbaar waren voor een aanval door een Europese macht. De Spanjaarden hadden al die jaren de verdediging van het land verwaarloosd, omdat ervan uitgegaan werd dat het land door de afgelegen ligging gevrijwaard zou blijven van een serieuze aanval door een andere Europese macht. De Spanjaarden hadden sinds hun komst slechts te maken gehad met aanvallen door de moslims (moro's) uit het zuiden, de Chinezen en diverse kleine aanvallen door de Hollanders. Toen Spanje echter tijdens de Zevenjarige Oorlog de kant van de Fransen koos, vielen de Britten in 1762 Manilla binnen. De stad werd geplunderd en bezet. In 1764 kwam de stad weer in Spaanse handen, na de Vrede van Parijs uit 1763.

### Opstand
Eind 19e eeuw begon het lokale verzet tegen de Spaanse overheersing steeds georganiseerdere vormen aan te nemen. La Liga Filipina werd opgericht. De intenties van deze organisatie waren vreedzaam. De Spanjaarden oordeelden echter dat het een gevaarlijke organisatie betrof en op 6 juli 1892 werd haar leider José Rizal gearresteerd en verbannen naar Dapitan op Mindanao. La Liga Filipina viel uiteen in een gematigde en een meer radicale beweging. Het radicale deel onder leiding van Andres Bonifacio begon in 1896 met een gewapende opstand tegen de Spanjaarden. Doel van deze Filipijnse revolutie was een onafhankelijke Filipijnen. Dr. José Rizal werd door deze organisatie beschouwd als erevoorzitter.
De Spanjaarden besloten vervolgens Rizal op 30 september 1896 te executeren, hetgeen alleen maar als olie op het vuur van de opstand bleek te werken. De opstandelingen wonnen op diverse locaties gevechten met de Spanjaarden, maar uiteindelijk moesten ze zich terugtrekken in de bergen en werd het pact van Biak-na-Bato gesloten op 14 december 1897 tussen de Spanjaarden en de Filipino's. De nieuwe leider van de Katipunan-beweging Emilio Aguinaldo ging samen met een groot aantal andere leiders van de opstand vrijwillig naar Hongkong in ruil voor een grote som geld.

### Spaans-Amerikaanse Oorlog
In 1898 raakte Spanje in oorlog met de Verenigde Staten. Onder leiding van een inmiddels teruggekeerde Aguinaldo lukte het de Filipino's om samen met een vloot van de Amerikanen, onder leiding van George Dewey, Manilla ook in handen te krijgen. Op 12 juni 1898 werd de Filipijnse onafhankelijkheid uitgeroepen in Cavite. De Verenigde Staten waren echter niet van plan de Filipijnse onafhankelijkheid te erkennen. Tijdens vredesonderhandelingen in Parijs werd de Filipijnen door Spanje aan de VS verkocht, waardoor er een einde kwam aan de meer dan driehonderd jaar durende Spaanse overheersing van de Filipijnen.

## Amerikaanse overheersing
Een belangrijke reden dat de Amerikanen de Filipino's geen onafhankelijkheid gaven lag in het feit dat de Amerikanen hun grote belangen in de handel wilden veiligstellen voor andere kapers op de kust zoals Nederland, Engeland en Japan. De manier waarop de Filipino's opzijgezet waren door de Amerikanen vergrootte echter de spanningen aan Filipijnse kant. Een incident op 4 februari 1899, toen een Amerikaanse soldaat een Filipijnse soldaat doodschoot, was het startpunt van de Filipijns-Amerikaanse Oorlog. In deze bloedige oorlog kwamen meer dan 200.000 Filipijnen om het leven. Op 4 juli 1902 verklaarde de Amerikaanse president Theodore Roosevelt dat de oorlog voorbij was. In werkelijkheid duurden de vijandelijkheden nog jarenlang voort.
Ondertussen begonnen de Amerikanen ook met het verbeteren van de infrastructuur het irrigatiesysteem en de gezondheidszorg. Het analfabetisme werd teruggedrongen van 80% tot 50%. Tegelijkertijd werd het Spaans vervangen door het Engels. Manilla werd gaandeweg steeds meer het politieke, economische en culturele centrum van de archipel. De Spaans-Filipijnse elite (ook wel Mestizo's genoemd) werden in belangrijke posities benoemd. Velen van hen waren grootgrondbezitters. Vanuit deze groep werd druk uitgeoefend op de Amerikanen om de Filipijnen onafhankelijk te maken.
Pas in 1913, met Woodrow Wilson als president van de Verenigde Staten, werd een verandering in het Amerikaanse beleid ten opzichte van de Filipijnen ingezet, wat uiteindelijk in 1934 resulteerde in een wet die de Filipijnse onafhankelijkheid in 1944 garandeerde. Deze wet staat ook wel bekend als de Tydings-McDuffie Act. De Filipijnen kregen een Gemenebest-status, waarbij slechts op de terreinen van buitenlandse zaken en defensie de VS het beleid nog bepaalde. Op 15 november 1935 werd Manuel Quezon beëdigd als president van de Filipijnen.

### Tweede Wereldoorlog

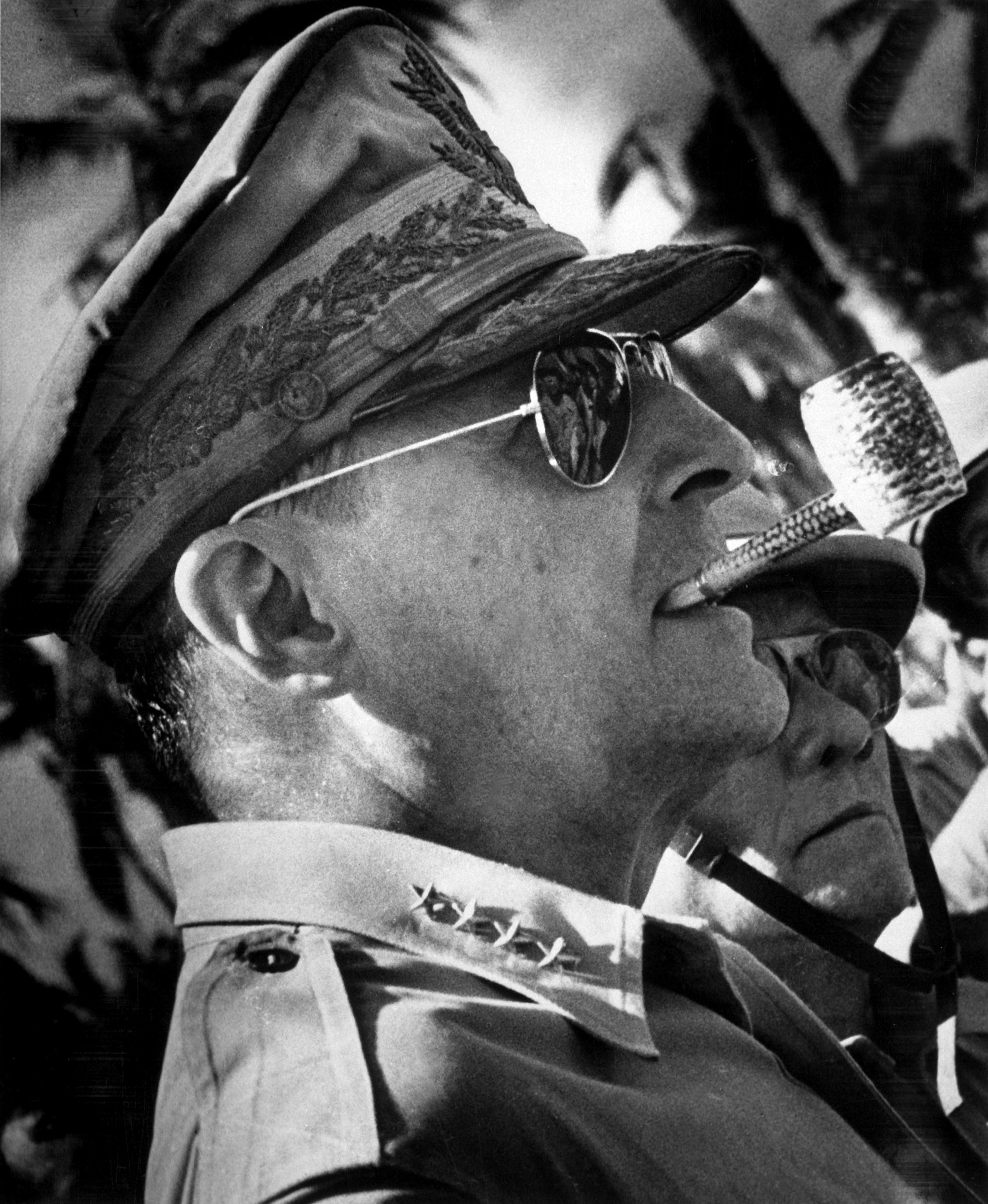
Douglas MacArthur

In december 1941 landden de Japanners op de kusten van Mindanao en Luzon. Na vijf maanden strijd capituleerden de Amerikanen onder leiding van generaal Douglas MacArthur op 6 mei 1942 en kwamen de Japanners aan de macht. Zij installeerden een nieuwe regering onder leiding van president José Laurel. De regering en president van het Gemenebest van de Filipijnen ging in ballingschap naar de Verenigde Staten. Diverse bekende Filipijnse politici echter collaboreerden met de Japanners. Onder hen bijvoorbeeld Benigno Aquino sr. en de inmiddels bejaarde Aguinaldo. Er was echter ook verzet tegen de Japanners, bijvoorbeeld vanuit de Hukbalahap-beweging (ook wel kortweg Huks genoemd). Dit was de militante tak van de communistische partij (CCP).
Op 20 oktober 1944 landden de Amerikanen onder leiding van generaal Douglas MacArthur op Leyte, waarna de Japanners met behulp van de verzetsstrijders werden verslagen. De herovering van Manilla in februari 1945 ging gepaard met grote verwoestingen. De kreet waarmee de Amerikanen werden ingehaald ("Victory Joe") wordt tegenwoordig nog steeds gebruikt bij het passeren van toeristen. De opvolger van de in de VS overleden president Quezon was Sergio Osmeña.

## Onafhankelijkheid
Op 4 juli 1946 werden de Filipijnen dan eindelijk echt onafhankelijk. Manuel Roxas, die de verkiezingen van 24 april 1946 had gewonnen, werd de eerste president van de nieuwe republiek. De band met de Verenigde Staten bleef echter sterk. Het regeringsmodel was sterk op dat van de VS gebaseerd, de handel tussen beide landen werd vrij van belastingen gemaakt en er werd een wet aangenomen waarin militaire bijstand aan de Filipijnen werd toegezegd. In 1947 werd het Militairy Bases Agreement aangenomen, dat de Amerikanen het recht gaf om nog 99 jaar lang de bases in de Filipijnen te behouden. Later werd de lengte van deze overeenkomst echter beperkt tot 25 jaar. Daarnaast stegen de Amerikaanse investeringen sterk, mede als gevolg van allerlei voordelen die ingesteld waren voor Amerikaanse investeerders. Er werden in die jaren nieuwe industrieën opgezet en er werd begonnen met houtkap en koperwinning.
Als gevolg van misstanden bij de provinciale militaire politie en grootschalige corruptie kwam ook de Hukbalahap-beweging weer opzetten. Roxas' pogingen om deze beweging de kop in te drukken werkten slechts averechts.
De regeerperiode van Roxas kwam vroegtijdig ten einde als gevolg van zijn dood op 15 april 1948. Vicepresident Elpidio Quirino werd hierdoor zijn opvolger. De verkiezingen in 1949 voor een nieuwe termijn werden ook door hem gewonnen. Hierbij was de tegenkandidaat overigens José Laurel, die al eerder president was geweest gedurende de Japanse bezetting.
Ook de periode dat Quirino president was werd gekenschetst door aan de ene kant economische wederopbouw met hulp van de Amerikanen, en aan de andere kant grote onopgeloste sociale problemen voor de gewone bevolking en grootschalige corruptie binnen de overheid. Als gevolg van de grote sociale problemen werd de invloed van de communistische Huks steeds groter.
In 1950 werd Ramon Magsaysay minister van Defensie. Hij startte een succesvolle campagne tegen de Huks en hem lukte het uiteindelijk om de top van de Huks beweging gevangen te nemen. Daarnaast was hij de motor achter diverse sociale hervormingen in het land. In 1953 nam hij ontslag als minister en sloot zich aan bij de Partido Nationalista uit onvrede met de liberale partij. Mede als gevolg van zijn grote populariteit die hij genoot door de sociale hervormingen en de hulp van de CIA won hij in 1954 als kandidaat van deze partij met grote meerderheid de presidentiële verkiezingen.
De presidenten na hem (Garcia en Macapagal) probeerden de Filipijnen verder te ontwikkelen in sociaal en economisch opzicht, maar het bleef vaak bij mooie beloften en er veranderde weinig aan de armoede bij een groot deel van de bevolking.

## Ferdinand Marcos
In 1965 won Ferdinand Marcos de verkiezingen. Marcos beloofde net als zijn voorgangers om de Filipijnen economische sterker te maken en de armoede te bestrijden. Hij wilde van de Filipijnen een machtige moderne staat maken die niet meer afhankelijk zou zijn van buitenlandse inbreng. Hij ging daarmee voortvarend van start door middel van het aanleggen en verbeteren van infrastructuur en het moderniseren van de landbouw. Aan de armoede onder de gewone bevolking veranderde echter weinig en de ontevredenheid en weerstand onder de bevolking nam toe. In 1968 werd een nieuwe communistische partij opgericht (de CPP). Enige tijd later werd bovendien de gewapende tak daarvanan, de New People's Army (NPA) opgericht. Het NPA kon na verloop van tijd op veel steun rekenen van boeren en mensen van het platteland van de Filipijnen. In het islamitische zuiden werd het Moro National Liberation Front (MNLF) opgericht.
In 1969 werd Marcos herkozen als president, na een verkiezing die volgens sommigen niet geheel eerlijk verlopen was. Met als voorwendsel een dreigende staatsgreep door de communisten werd door Marcos in 1972 de staat van beleg uitgeroepen. Hij stuurde het parlement naar huis ging en zijn regering kreeg dictatoriale trekken. De persvrijheid werd opgeheven, politieke tegenstanders, waaronder senator Benigno 'Ninoy' Aquino, werden gearresteerd. Vele tienduizenden mensen verdwenen, werden opgesloten of vermoord. In 1973 werd het 'National Democratic Front' opgericht door linkse groeperingen. Deze beweging werd echter direct verboden. Na verloop van tijd werd het NDF hoofdkwartier in Nederland gevestigd.
Het echtpaar Marcos begon zich te verrijken en er werd veel geld gespendeerd aan diverse nutteloze projecten, zoals het uithakken van het hoofd van Marcos in de rotsen van de Filipijnse Cordillera. De economie draaide ondertussen steeds slechter en de populariteit van Marcos daalde eveneens.
In 1981 werd de staat van beleg opgeheven, maar de feitelijke situatie veranderde niet veel. In een poging zijn populariteit op te krikken werd het de nog steeds gevangen Aquino toegestaan om voor medische behandeling naar de Verenigde Staten te reizen.
Bij terugkeer werd Aquino op de vlieguigtrap vermoord. Marcos werd door de bevolking hiervoor verantwoordelijk gehouden en de weerstand tegen zijn regime nam toe. De weduwe van Aquino, Corazon Aquino werd het nationale symbool van het verzet tegen Marcos en zij werd door de oppositie naar voren geschoven als presidentskandidaat.
In 1986 schreef Marcos verkiezingen uit, onder grote druk van de bevolking en de Verenigde Staten. Zowel Marcos als Aquino beweerden vervolgens de verkiezingen gewonnen te hebben. Een deel van het leger, onder leiding van minister van defensie Juan Ponce Enrile en generaal Fidel Ramos, liet Marcos vervolgens vallen en verschanste zich in de kazerne aan de EDSA, de ringweg van Manilla. Marcos dreigde hierop de opstand de kop in te drukken met het hem wel getrouwe deel van het leger. Een menselijke blokkade die gevormd werd na een oproep van onder andere kardinaal Sin aan de bevolking weerhield hem er echter van in te grijpen. Na vier dagen werden Ferdinand en Imelda Marcos door Amerikaanse helikopters geëvacueerd, waarna hen politiek asiel op Hawaï werd aangeboden. Marcos stierf hier uiteindelijk in 1989. De opstand, door honderdduizenden burgers en een deel van het leger gesteund, werd bekend onder de namen People Power Revolution en EDSA-revolutie.

## Revolutie en democratie
Na de machtswisseling ging Aquino voortvarend van start. In februari 1987 werd een nieuwe, tevens de huidige, Filipijnse Grondwet aangenomen. Een nieuwe senaat en een nieuw huis van afgevaardigden werd gekozen, veel politieke gevangen werden vrijgelaten, veel ambtenaren uit de Marcos-tijd werden vervangen en de rechten van arbeiders werden serieus genomen. Deze progressieve houding werd haar kwalijk genomen door de elite, en mede als gevolg van de steun van Generaal Ramos, die in 1988 tot minister van Defensie werd gekozen, overleefde ze maar liefst zeven coup pogingen. De resultaten van landhervormingsprogramma's bleven echter uit, en ook economisch ging het slecht. Aquino trad hard op tegen demonstraties en verzet. Toen in 1991 de tijd was aangebroken om te onderhandelen met de Amerikanen over verlenging van de Amerikaanse militaire aanwezigheid probeerde ze toch om de verlenging erdoor te krijgen. het voorstel kon echter op onvoldoende steun rekenen in de senaat. De belangrijke luchtmachtbasis Clark Air Base werd vroegtijdig ontruimd door de uitbarsting van de vulkaan Pinatubo in 1991. De marinebasis Subic Bay werd ten slotte in 1992 verlaten.
Bij de volgende verkiezingen won Fidel Ramos de verkiezingen tot president. Ook hij begon zijn ambtstermijn met beloften om de Filipijnen moderner en economisch sterker te maken en lanceerde daartoe het Filipijnen 2000 plan. Dit plan geresulteerde in een gestage economische groei, dalende corruptie en verbeteringen van de infrastructuur. De economische groei kwam echter zoals zo vaak in de geschiedenis niet ten goede aan het arme deel van de bevolking. Ook op het gebied van het bestrijden van de verzetsbewegingen boekte Ramos succes. In 1996 werd een vredesakkoord gesloten tussen de Filipijnse regering en het MNLF. Het meer radicalere Moro Islamic Liberation Front (MILF) zette de strijd echter voort. Ook met de communistische NPA kon Ramos geen akkoord bereiken.
Als een gevolg van de bepalingen in de nieuwe grondwet van 1987 kon Ramos zijn plan echter niet afmaken. De verkiezingen in 1998 werden gewonnen door de populaire acteur Joseph Estrada.
Binnen een jaar na zijn verkiezing daalde de populariteit van Estrada echter drastisch als gevolg van beschuldigingen van vriendjespolitiek en corruptie. In oktober 2000 werd Estrada beschuldigd van het aannemen van miljoenen Filipijnse peso van de illegale gokhandel. Een afzettingsprocedure in het Filipijns Huis van Afgevaardigden was succesvol, maar in de Filipijnse Senaat werd de procedure geblokkeerd doordat de senatoren in meerderheid tegen een onderzoek van de banktegoeden van de president stemden. Daarop protesteerden grote mensenmassa's tegen zijn presidentschap en eisten zijn aftreden. Als gevolg van deze tweede EDSA revolutie, opstappende kabinetsleden en het terugtrekken van de steun van het leger werd Estrada op 20 januari 2001 gedwongen af te treden. Hij werd daarna opgevolgd door de vicepresident Gloria Macapagal-Arroyo.